# Romantisk kærlighed
Romantisk kærlighed er en slags kærlighed, som ofte betragtes som anderledes end et simpelt behov drevet af seksuelt begær eller lyst. Romantisk kærlighed er normalt en blanding af følelsesmæssigt og seksuelt begær i modsætning til platonisk kærlighed. Der er ofte til at begynde med vægt på følelserne frem for den fysiske tilfredsstillelse.

## Former og aspekter
Romantisk kærlighed kan gengældes eller forblive ugengældt. I det ene tilfælde kan gensidige udtryk for kærlighed føre til etableringen af et fast forhold. Det vil i de fleste tilfælde indeholde lidenskabelig seksuel kærlighed. Men når kærligheden er ugengældt, kan den afviste i  værste fald tage psykisk skade.
Et aspekt af romantisk kærlighed er tilfældigheden af de møder, som kan føre til kærligheden. Det kan være af denne grund at mange i den vestlige verden historisk set har lagt langt mere vægt på romantisk kærlighed end andre kulturer, hvor arrangerede ægteskaber er normen.  Globaliseringen af vestlig kultur spredt de vestlige ideer om kærlighed og romantik.
Romantisk kærlighed var en anerkendt lidenskab i Middelalderen, hvor uovervindelige barrierer af konventionelle regler og dyder adskilte de elskende. Den fysiske tiltrækningskraft og den umulige intimitet resulterede i en agtelse af den elskede som ekstremt kostbar. At vinde den elskedes kærlighed, eller i det mindste hendes opmærksomhed, har begrundet store bestræbelser som poesi, minnesange og dueller.
I vor tid har romantisk kærlighed været et tema i alle slags kunst og underholdning. Nogle af de største dramaer (Romeo og Julie), opera (La Bohème) og litteratur (Stolthed og fordom) har romantisk kærlighed som hovedtema. På samme måde med popkulturen - fra teater til film og popmusik.
Noget af romantisk kærligheds væsen, som den hævdes af den vestlige kultur:
- Den kommer som en overraskelse (resultatet af et tilfældigt møde).
- Den er svær at kontrollere.
- Den er ikke baseret på en lyst til sex som en fysisk handling (i det mindste ikke til at begynde med).
- Hvis den bliver gengældt, kan den danne grobund for et livslangt forhold.

## Fantasi kontra virkelighed
Romantisk kærlighed er manges drøm, men andre mener, at en kærlighed fra bøger og film sjældent forekommer i virkeligheden, hvis den da overhovedet forekommer. De peger på den moderne datingmetode, hvor målet ofte er at have samleje så hurtigt som muligt – i stedet for at opbygge et holdbart forhold. Ofte gør karrierelivet, at mange simpelthen ikke har tid til at finde ideelle ledsagere, og social fobi forhindrer mange i at møde hinanden. I moderne tid har forestillingen om, at romantisk kærlighed er en konstruktion, bl.a medført en slags "selvhjælpsindustri" med det formål at lære mennesker selv at udvikle deres forhold (John Grays Mænd er fra Mars, kvinder er fra Venus).